# Goran Dragić
Goran Dragić (Liubliana; 6 de mayo de 1986) es un exjugador de baloncesto esloveno que jugó 20 temporadas como profesional, quince de ellas en la NBA. Con 1,93 metros de altura, jugaba de base. Fue campeón del Eurobasket 2017 con su selección, All-Star de la NBA en 2018 y Jugador Más Mejorado de la NBA en 2014.
Tiene un hermano menor, también baloncestista, Zoran Dragić (n. 1989).

## Trayectoria deportiva

### Europa
Dragić comenzó su carrera profesional con 17 años jugando en el KD Ilirija, equipo de la Liga Eslovena 2D. 
Tras jugar en el Ilirija durante una temporada, fichó por el KD Slovan de la primera división eslovena y de la Liga Adriática, jugando el All-Star en su segunda campaña en el equipo. 
En 2006 firmó con el Saski Baskonia que lo cedió al CB Murcia ambos de la Liga ACB. 
Al año siguiente regresó a su país, una vez más cedido, para jugar en el Košarkarski klub Union Olimpija. Con este equipo ganó la liga y disputó la Euroliga, donde en 13 partidos anotó 126 puntos.

### NBA
Dragić se presentó al Draft de la NBA de 2008 y fue seleccionado por San Antonio Spurs en la 45.ª posición, aunque posteriormente sus derechos fueron traspasados a Phoenix Suns a cambio de los de Malik Hairston. Los Phoenix finalizaron el acuerdo con el equipo de San Antonio, donde nunca llegó a debutar, y le ficharon el 22 de septiembre de 2008.
El 24 de febrero de 2011, fue traspasado a Houston Rockets junto con una primera ronda de draft a cambio de Aaron Brooks. En julio de 2012, regresó a los Suns como agente libre.
El 23 de abril de 2014, fue galardonado con el premio al jugador de mayor progresión de la temporada 2013-14.
El 19 de febrero de 2015, Dragić fue traspasado a los Miami Heat en un acuerdo entre tres equipos que involucró a los Phoenix Suns y los New Orleans Pelicans.
El 9 de julio de 2015, acuerda una extensión de contrato con los Heat por 5 años y 90 millones de dólares.
Tras seis años en Miami, el 2 de agosto de 2021, es traspasado a Toronto Raptors. El 10 de agosto, pidió disculpas a la afición de los Raptors, por decir que tenías expectativas más altas. EEl 28 de noviembre, tras apenas 5 encuentros con el equipo, Dragić anunció que se alejaba de los Raptors por motivos personales.
El 10 de febrero de 2022, es traspasado a San Antonio Spurs a cambio de Thaddeus Young y Drew Eubanks. Pero el 15 de febrero acuerdan su rescisión de contrato, quedando como agente libre. El 21 de febrero firma con Brooklyn Nets.
El 3 de julio de 2022 firma un contrato por 1 año y $2,9 millones con Chicago Bulls. El 28 de febrero de 2023, Dragić y los Bulls acordaron la rescisión de su contrato. El 4 de marzo firma con Milwaukee Bucks.
Tras no encontrar equipo para la 2023-24, el 20 de diciembre de 2023, anuncia su retirada del baloncesto profesional, con 37 años y tras 15 temporadas en la NBA.
El 24 de agosto de 2024 se celebró en Ljubljana, un partido llamado Night of the Dragon, donde varias estrellas mundiales disputaron un encuentro en su honor.

### Selección nacional

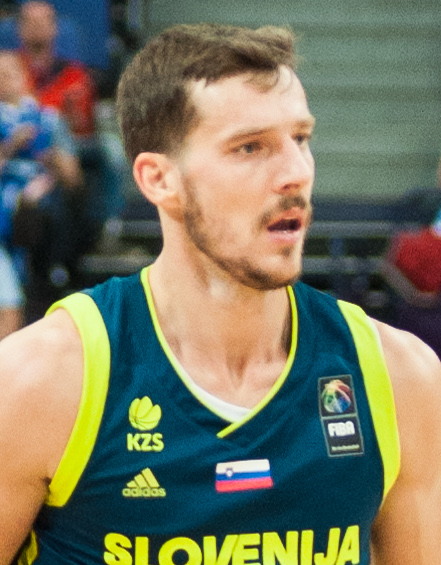
Dragić con Eslovenia en 2017.

Dragić ganó la medalla de oro en el EuroBasket Sub-20 de 2004 con la selección eslovena júnior y también disputó el Campeonato Europeo de la FIBA Sub-20 de 2005.
Un año después jugó el Campeonato Mundial de Baloncesto de 2006 en Japón con la selección absoluta. Los siguientes torneos que disputa con la selección fueron los siguientes: Eurobasket 2007, Eurobasket 2009, Copa Mundial de Baloncesto de 2010,  Eurobasket 2011, Eurobasket 2013 y la Copa Mundial de Baloncesto de 2014.
En el Eurobasket de Turquía de 2017, se proclamó campeón de Europa ante Serbia, siendo nombrado MVP del campeonato. Al término del campeonato anunció su intención de dejar la selección.
En septiembre de 2022 disputó con el combinado absoluto esloveno el EuroBasket 2022, finalizando en sexta posición.
En agosto de 2024 la federación eslovena anunció que retirarían su dorsal número 3, por lo que ningún otro jugador podrá llevarlo en la selección.

## Estadísticas de su carrera en la NBA

### Temporada regular
| Año      | Equipo    | PJ  | PT  | MPP  | %TC  | %3P  | %TL   | RPP | APP | ROB | TPP | PPP  |
| -------- | --------- | --- | --- | ---- | ---- | ---- | ----- | --- | --- | --- | --- | ---- |
| 2008-09  | Phoenix   | 55  | 1   | 13.2 | .393 | .370 | .769  | 1.9 | 2.0 | .5  | .0  | 4.5  |
| 2009-10  | Phoenix   | 80  | 2   | 18.0 | .452 | .394 | .736  | 2.1 | 3.0 | .6  | .1  | 7.9  |
| 2010-11  | Phoenix   | 48  | 2   | 17.8 | .421 | .277 | .608  | 1.8 | 3.1 | .8  | .1  | 7.4  |
| 2010-11  | Houston   | 22  | 3   | 17.2 | .472 | .519 | .667  | 2.5 | 2.5 | .6  | .2  | 7.7  |
| 2011-12  | Houston   | 66  | 28  | 26.5 | .462 | .337 | .805  | 2.5 | 5.3 | 1.3 | .2  | 11.7 |
| 2012-13  | Phoenix   | 77  | 77  | 33.5 | .443 | .319 | .748  | 3.1 | 7.4 | 1.6 | .3  | 14.7 |
| 2013-14  | Phoenix   | 76  | 75  | 35.1 | .505 | .408 | .760  | 3.2 | 5.9 | 1.4 | .3  | 20.3 |
| 2014-15  | Phoenix   | 52  | 52  | 33.4 | .501 | .355 | .746  | 3.6 | 4.1 | 1.0 | .2  | 16.2 |
| 2014-15  | Miami     | 26  | 26  | 34.8 | .502 | .329 | .808  | 3.4 | 5.3 | 1.1 | .2  | 16.6 |
| 2015-16  | Miami     | 72  | 72  | 32.8 | .489 | .317 | .667  | 3.9 | 5.8 | 1.0 | .2  | 14.1 |
| 2016-17  | Miami     | 73  | 73  | 33.7 | .480 | .400 | .790  | 3.8 | 5.8 | 1.2 | .2  | 20.3 |
| 2017-18  | Miami     | 75  | 75  | 31.7 | .450 | .370 | .801  | 4.1 | 4.8 | .8  | .2  | 17.3 |
| 2018-19  | Miami     | 36  | 22  | 27.5 | .413 | .348 | .782  | 3.1 | 4.8 | .8  | .1  | 13.7 |
| 2019-20  | Miami     | 59  | 3   | 28.2 | .441 | .367 | .776  | 3.2 | 5.1 | .7  | .2  | 16.2 |
| 2020-21  | Miami     | 50  | 11  | 26.7 | .432 | .373 | .828  | 3.4 | 4.4 | .7  | .2  | 13.4 |
| 2021-22  | Toronto   | 5   | 2   | 18.0 | .382 | .286 | 1.000 | 2.8 | 1.8 | 1.0 | .2  | 8.0  |
| 2021-22  | Brooklyn  | 16  | 6   | 25.5 | .376 | .245 | .739  | 3.2 | 4.8 | .9  | .2  | 7.3  |
| 2022-23  | Chicago   | 51  | 0   | 15.4 | .425 | .352 | .659  | 1.4 | 2.7 | .2  | .1  | 6.4  |
| 2022-23  | Milwaukee | 7   | 0   | 11.9 | .389 | .412 | 1.000 | 1.7 | 1.7 | .3  | .0  | 5.6  |
| Total    | Total     | 946 | 530 | 27.1 | .459 | .362 | .766  | 3.0 | 4.7 | .9  | .2  | 13.3 |
| All-Star | All-Star  | 1   | 0   | 11.0 | .333 | .000 | .000  | 4.0 | 1.0 | .0  | .0  | 2.0  |

### Playoffs
| Año   | Equipo    | PJ | PT | MPP  | %TC  | %3P  | %TL   | RPP | APP | ROB | TPP | PPP  |
| ----- | --------- | -- | -- | ---- | ---- | ---- | ----- | --- | --- | --- | --- | ---- |
| 2010  | Phoenix   | 16 | 0  | 14.8 | .430 | .325 | .742  | 1.8 | 2.3 | .3  | .1  | 7.6  |
| 2016  | Miami     | 14 | 14 | 33.7 | .442 | .348 | .767  | 4.9 | 3.9 | .4  | .2  | 16.5 |
| 2018  | Miami     | 5  | 5  | 31.2 | .467 | .381 | .682  | 2.6 | 4.6 | 1.0 | .0  | 18.6 |
| 2020  | Miami     | 17 | 16 | 32.5 | .444 | .346 | .803  | 4.1 | 4.4 | 1.0 | .1  | 19.1 |
| 2021  | Miami     | 4  | 2  | 29.3 | .426 | .346 | .750  | 1.8 | 2.8 | 1.0 | .5  | 16.0 |
| 2022  | Brooklyn  | 4  | 0  | 19.8 | .563 | .333 | 1.000 | 4.5 | 1.5 | .8  | .0  | 10.5 |
| 2023  | Milwaukee | 2  | 0  | 3.6  | .000 | .000 | 1.000 | .0  | .5  | .0  | .0  | 2.0  |
| Total | Total     | 62 | 37 | 26.2 | .446 | .344 | .771  | 3.3 | 3.3 | .6  | .1  | 14.2 |